# Sielsowiet korowiakowski
Sielsowiet korowiakowski (ros. Коровяковский сельсовет) – jednostka administracyjna (osiedle wiejskie) wchodząca w skład rejonu głuszkowskiego w оbwodzie kurskim w Rosji.
Centrum administracyjnym sielsowietu jest wieś (ros. село, trb. sieło) Korowiakowka.

## Geografia
Powierzchnia sielsowietu wynosi 55,77 km².

## Historia
Status i granice sielsowietu zostały określone ustawami z 2004 i z 2010 roku.

## Demografia
W 2017 roku sielsowiet zamieszkiwało 851 osób.

## Miejscowości
W skład sielsowietu wchodzą miejscowości: Korowiakowka, Zabołotowka, Olchożemczugow i Tiażyno.